# Paragus arizonensis
Paragus arizonensis är en tvåvingeart som beskrevs av John Richard Vockeroth 1986. Paragus arizonensis ingår i släktet stäppblomflugor, och familjen blomflugor. Inga underarter finns listade i Catalogue of Life.